# Uloborus spelaeus
Uloborus spelaeus är en spindelart som beskrevs av William Syer Bristowe 1952. Uloborus spelaeus ingår i släktet Uloborus och familjen krusnätsspindlar. Inga underarter finns listade i Catalogue of Life.